# Mowgli's Road
Singles par Marina and the Diamonds
1re sortie single
I Am Not a Robot
(2009)
2de sortie single
I Am Not a Robot
(2009) Hollywood
(2010)
Pistes de The Family Jewels
Girls
(4) Obsessions
(6)
Mowgli's Road est une chanson de l'auteure-compositrice-interprète britannique Marina and the Diamonds. Elle est sortie le 19 novembre 2008 en tant que premier single de l'artiste, sous la forme d'une double face A avec Obsessions. Le titre est sorti une seconde fois le 16 novembre 2009, en tant que premier single de The Family Jewels, le premier album studio de la chanteuse, sorti en 2010.